# Small Soldiers
Small Soldiers er en amerikansk actionkomedie film fra 1998 instrueret af Joe Dante.

## Medvirkende
- Gregory Smith – Alan Abernathy
- Kirsten Dunst – Christy Fimple
- Jay Mohr – Larry Benson
- Phil Hartman – Phil Fimple